# Servius Sulpicius Similis
Servius Sulpicius Similis est un haut chevalier romain, préfet d'Égypte puis préfet du prétoire sous Trajan.

## Biographie

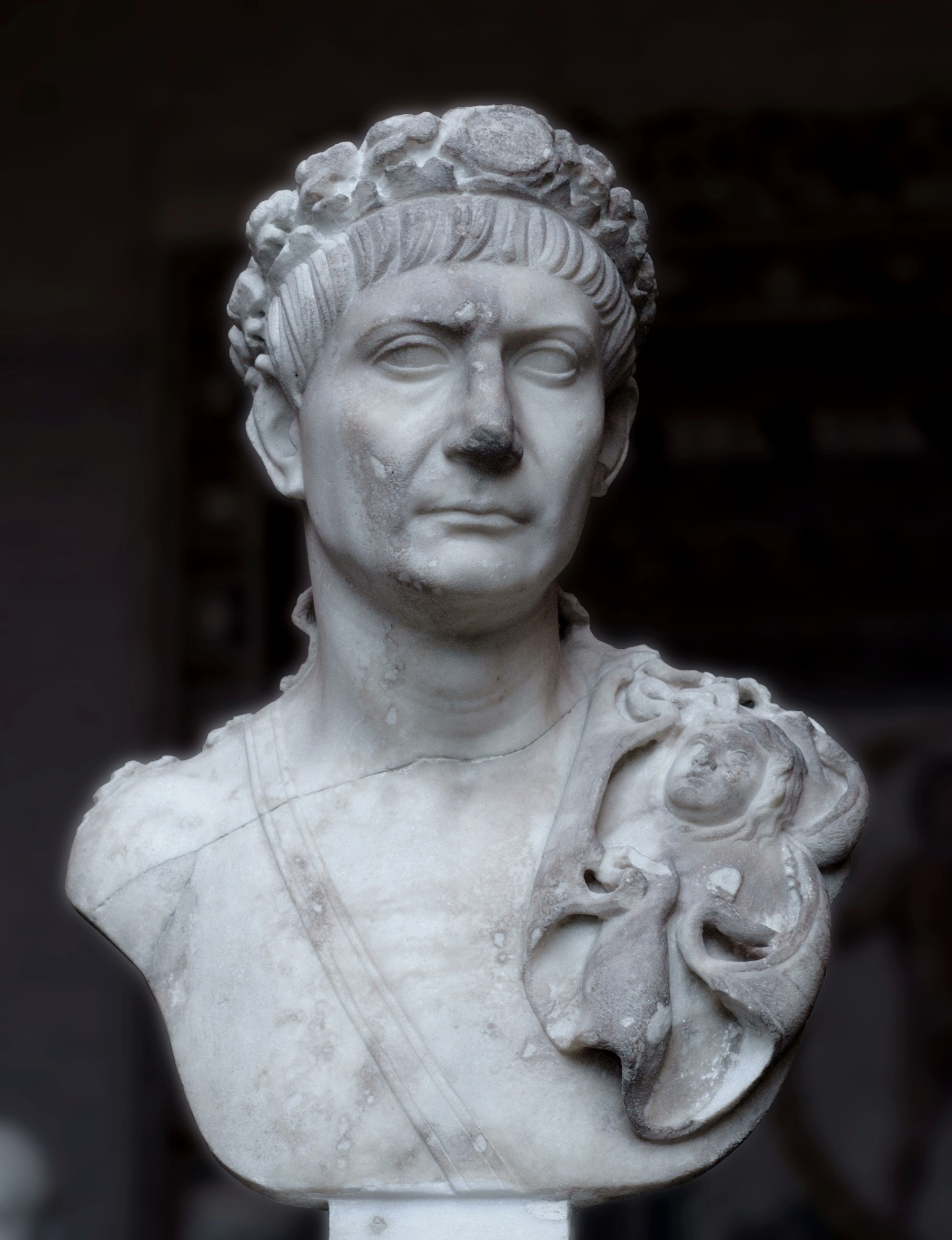
L'empereur Trajan (98 à 117).

L'estime que Sulpicius Similis inspire à Trajan tient sans doute à ses faits d'armes dans la première campagne contre les Daces. Elle transparaît dans la préséance que Trajan lui accorde sur des officiers supérieurs en l'appelant à son audience, comme le montre une anecdote rapportée par Dion Cassius, alors qu’il est un simple centurion :

« Un jour, lorsqu'il n'est encore que centurion, Trajan l'ayant appelé dans sa tente avant les tribuns, il lui dit : “C'est chose honteuse, César, que tu t'entretiennes avec un centurion, tandis que les préfets se tiennent debout au dehors”. »

— Dion Cassius, Histoire romaine, livre LXIX, 19.
Sorti du rang, il est d'abord promu préfet de l'annone sans doute en 106, puis transféré à Alexandrie comme préfet d'Égypte du 29 août 107 au 22 mars 112,, succédant à Caius Vibius Maximus. Il y publie un édit en l'an 109 pour confirmer une disposition prise par un prédécesseur. Son successeur est Marcus Rutilius Lupus.
Conformément à l'usage, sa qualité de préfet d'Égypte lui donne accès à l'une des deux préfectures du prétoire, vraisemblablement vers 112-113. Il est en effet promu préfet du prétoire, mais selon Dion Cassius, il choisit de quitter sa charge très rapidement,. Dans son Panégyrique de Trajan, dans une version revue et augmentée à la fin de sa vie, Pline le Jeune évoque en effet la démission que Trajan accepte de Sulpicius Similis :

« Tu as donné congé à un homme excellent que tu aimais entre tous, malgré toi, avec tristesse, comme si tu ne pouvais le retenir. C'est là une action méritoire et digne d’être écrite : choisir comme préfet du prétoire non un de ceux qui se poussent, mais un de ceux qui se dérobent et rendre ce préfet au repos qu'il aime avec obstination »

— Pline le Jeune, Panégyrique de Trajan, LXXXVI, 1 et 2
Si l'on en croit l’Histoire Auguste, sujette à caution sur ce passage, il est préfet jusqu'au début du règne d'Hadrien aux côtés de Publius Acilius Attianus, et est seulement remplacé avec son collègue à ce moment-là par Quintus Marcius Turbo et Caius Septicius Clarus. Selon la notice controuvée de la Vie d'Hadrien, le rédacteur de l’Histoire Auguste a faussement transformé Similis en préfet du prétoire jusqu’à Hadrien.
Dion Cassius brosse un portrait de Similis : 

« Il y a aussi, en ce temps, d'autres hommes distingués dont les plus illustres sont Turbo et Similis, qu'Hadrien honore de statues. [...] Pour ce qui est de Similis, personnage plus avancé que Turbo en âge et en dignité, il ne le cède, je crois, à personne de ceux qu'on renomme le plus pour leurs mœurs. »

— Dion Cassius, Histoire romaine, livre LXIX, 18-19.
Il donne aussi des explications sur sa célèbre épitaphe :

« [après sa démission de la préfecture du prétoire] il passe paisiblement sept ans, c'est-à-dire le reste de sa vie, à la campagne ; de plus, il compose pour son tombeau l'inscription suivante : “Ci-gît Similis, qui exista tant d'années et en vécut sept”. »

— Dion Cassius, Histoire romaine, livre LXIX, 19.
Il décède donc vers 119-120 pour une préfecture vers 112-113, et entre 125 et 132 si l'on prend en compte le passage controversée de l’Histoire Auguste.